# 馬嘉慧
馬嘉慧（英語：Gisella Ma Ka-Wai，1946年—）於1966年度香港小姐競選奪得冠軍，她於翌年4月代表香港參加在美國加利福尼亞州長灘舉行的1967年度國際小姐競選，成為首位由香港小姐競選選拔的國際小姐香港代表，馬嘉慧在這項國際性選美大賽獲得第五名。

## 參加香港小姐
1966年度香港小姐競選於10月舉辦，分為10月6日準決賽及10月15日決賽，兩場賽事都在剛於1966年3月落成的尖沙咀海運大廈內的海天大酒樓夜總會舉行。馬嘉慧參賽時20歲，參賽號碼19號，她身高5呎4吋半，體重107磅，三圍分別是34、23、35英吋。
1966年度香港小姐競選準決賽於10月6日晚舉行，從23位參賽佳麗中甄選當中的10位角逐在10月15日晚舉行的決賽，馬嘉慧在準決賽成功晉級決賽競逐冠軍寶座。10月6日晚舉行，成功從23位參賽佳麗中晉身10月15日晚舉行的決賽。《工商晚報》在10月8日舉辦競猜「誰是香港小姐」活動，全港讀者可於印刷於該報章的競猜表格，填寫最有可能奪得本屆港姐頭五名的名單，並且於10月15日下午1時前，將競猜表格遞交或郵寄到該報在灣仔分域街的報館或中環利源東街的辦事處，如郵寄遞交以10月14日郵戳為準。頭獎可獲贈泰國航空單人來回香港及泰國曼谷機票，餘下的獎品包括海天酒樓免費乳豬鮑翅晚宴一桌、芝柏錶廠女裝手錶、軒尼詩利爾富干邑白蘭地及伊莉莎白雅頓化妝品等等，如猜中的表格超額，將由本年度選出的香港小姐冠軍擇日抽籤決定得獎者。
香港夏令時間10月15日晚上9時40分舉行1966年香港小姐決賽，當晚座無虛席，場面熱鬧，著名影星于倩亦為坐上客，而決定佳麗名次的七人評判團由華人及西方人組成。10位佳麗先穿著旗袍出場，之後是晚禮裝、最後是泳裝。在晚禮裝環節，馬嘉慧穿著一件由白色綢緞及粉球組成的晚禮裙出場，即時搶盡鏡頭。經過三輪不同服裝的演出後，七人評判團於11時47分退席並進行商議，經過半小時的評判討論後，10月16日凌晨零時19分（此為比標準時間快1小時的夏令時間，若以標準時間10月15日晚上11時19分而論不算是通宵進行港姐決賽），大會宣布1966年度香港小姐競選冠軍得主，由芳齡20歲的19號佳麗馬嘉慧奪得冠軍，隨後由海天大酒樓董事長雷暢民夫人為馬嘉慧加冕后冠及授予香港小姐權杖。相比起之前的港姐競選不時出現爆冷賽果，馬嘉慧在本屆港姐競選則是大熱門之一，所以傳媒對她當選香港小姐不感意外。
馬嘉慧之後出席贊助商的頒獎活動，其中一份獎品是由芝柏錶行送贈的鑽石腕錶，而另外4位前五名的佳麗亦獲贈真金及水晶製作的腕錶，芝柏錶行同時表示會通知在美國的代理單位，為馬嘉慧於翌年2月前往美國參選國際小姐提供協助。
10月31日下午3時，新任香港小姐馬嘉慧與粵語電影紅星李紅、羅蘭、賀蘭及高峰，在海運大廈海天大酒樓出席《工商晚報》主辦的「誰是香港小姐」抽籤及頒獎儀式。這次競猜香港小姐活動在13天內，共收到22,632張競猜表格，由於猜中及猜到最接近賽果的表格數量，都超出各組別獎項的數目，所以根據活動規則，由香港小姐馬嘉慧在台上為大獎主持公開抽籤，決定獎項得主，並向得獎者頒獎。

## 代表香港到海外選美
1967年2月26日，馬嘉慧接受《工商晚報》專訪時表示，她計劃參加1967年國際小姐選美後留在美國修讀時裝設計兩年，而前往美國參選國際小姐前，她會先應邀飛往澳洲悉尼出席太平洋攝影博覽會。

### 參選太平洋小姐
1967年3月13日，在澳洲墨爾本舉行的太平洋小姐競選中，代表香港參賽的馬嘉慧奪得季軍。馬嘉慧之後乘坐紐西蘭航空返回香港，準備3週後再出發前往美國，代表香港參加國際小姐選美大賽。

### 參選國際小姐
1967年度國際小姐競選於4月在美國加州長灘舉行，香港小姐馬嘉慧代表香港出賽。4月17日下午，馬嘉慧赴美參賽，她先飛往日本東京，然後再轉飛往美國。馬嘉慧於出發當日在啟德機場接受傳媒訪問，她表示對於今次代表香港競選國際小姐，自己只問耕耘，不論最終勝負如何，都會全力以赴。
1967年4月29日，1967年度國際小姐於美國佛羅里達州邁亞密舉行，在46位來自世界各地的佳麗中，代表香港的馬嘉慧榜上有名，取得第五名的名次。馬嘉慧在國際小姐選美後沒有加入娛樂圈，而是低調地在美國留學，並在朋友的餐館工作，在1969年8月有香港傳媒報導馬嘉慧在美國「失踪」，需要剛從美國紐約返回香港的兄長闢謠。

## 曾參加選美比賽
- 1966年香港小姐：冠軍
- 1967年太平洋小姐：季軍
- 1967年國際小姐：第五名